# Yeola
Yeola är en ort i Indien.   Den ligger i distriktet Nashik och delstaten Maharashtra, i den centrala delen av landet, 1 000 km söder om huvudstaden New Delhi. Yeola ligger 562 meter över havet och antalet invånare är 46 762.
Terrängen runt Yeola är platt, och sluttar söderut. Runt Yeola är det tätbefolkat, med 411 invånare per kvadratkilometer. Närmaste större samhälle är Kopargaon, 17,8 km söder om Yeola. Trakten runt Yeola består till största delen av jordbruksmark.